# Sporting Club Viareggio 1924-1925
Questa voce raccoglie le informazioni riguardanti lo Sporting Club Viareggio nelle competizioni ufficiali della stagione 1924-1925.

## Stagione
Terza edizione del torneo cadetto del campionato italiano di calcio.

## Rosa
| N. |                   | Ruolo | Calciatore         |
| -- | ----------------- | ----- | ------------------ |
|    | Italia (bandiera) | C     | Tullio Artigiani   |
|    | Italia (bandiera) | C     | Giuseppe Belli     |
|    | Italia (bandiera) | C     | Giuseppe Biagi     |
|    | Italia (bandiera) | D     | Elisio Barsanti    |
|    | Italia (bandiera) | A     | Mario Bertolucci   |
|    | Italia (bandiera) | P     | Virgilio Boschi    |
|    | Italia (bandiera) | A     | Guido Barghini     |
|    | Italia (bandiera) | C     | Ubaldo Cinquini    |
|    | Italia (bandiera) | A     | Arturo Codecasa    |
|    | Italia (bandiera) | A     | Angelo Ghilanducci |
|    | Italia (bandiera) | C     | Giorgio Conti      |
|    | Italia (bandiera) | C     | Egisto Giorgetti   |

| N. |                   | Ruolo | Calciatore           |
| -- | ----------------- | ----- | -------------------- |
|    | Italia (bandiera) | P     | Gualtiero Graziani   |
|    | Italia (bandiera) | D     | Pietro Landucci      |
|    | Italia (bandiera) | C     | Edgardo Marchetti    |
|    | Italia (bandiera) | D     | Renato Puccinelli    |
|    | Italia (bandiera) | A     | Aimo Rosellini       |
|    | Italia (bandiera) | D     | Euro Riparbelli      |
|    | Italia (bandiera) | C     | Cesare Simonini      |
|    | Italia (bandiera) | A     | Alfonso Tomei        |
|    | Italia (bandiera) | C     | Amerigo Mendico      |
|    | Italia (bandiera) | C     | G.Battista Rosellini |